# Mikrowenator
Mikrowenator (Microvenator) to wczesnokredowy teropod, którego nazwa oznacza
mały szybki myśliwy. Pierwsze szczątki tego gada odkrył Barnum Brown na terenach północnoamerykańskiej Formacji Cloverly, obejmującej Montanę i Wyoming w 1930 r. Znalezione szczątki zostały oznaczone jako AMNH 3041 i składały się z zębów, 28 kręgów, 4 żeber, kości ramieniowej, kości promieniowej, kości łokciowej, fragmentów dłoni, kości łonowej, kości piszczelowej, części kości strzałkowej, kości skokowej, fragmentów stopy.
Odkrywca uznał, że nowo odkryte zwierzę miało nieproporcjonalnie dużą głowę w stosunku do reszty ciała, dlatego nazwał je  Megadontosaurus. (jaszczur z olbrzymimi zębami). Po dokładniejszych oględzinach znaleziska okazało się, że to hybryda: zęby należały do deinonycha, a reszta szczątków do nieznanego wcześniej gatunku dinozaura. W 1970 Ostrom nadał nowo odkrytemu gadu dzisiejszą nazwę - Microvenator i dokonał jego formalnego opisu. Znalezione kości najprawdopodobniej należały do osobnika młodocianego. Obecnie mikrowenatora uważa się za bazalnego owiraptozaura. Długość dorosłego osobnika szacuje się na ok. 3 m. Microvenator najprawdopodobniej jak swoi krewniacy był pokryty zaawansowanym upierzeniem i wysiadywał swoje jaja. Jest on jednym z najprymitywniejszych owiraptozaurów. Mógł się żywić jajami, jaszczurkami, mięczakami oraz małymi ssakami. Równie dobrze mógł być wszystkożercą. Obecnie formalnie uznaje się, że do rodzaju Microvenator należy tylko jeden gatunek - Microvenator celer. Domiemany Microvenator chagyabi jest nomen nudum, a Microvenator chagyanensis pojawią się wyłącznie w liście fauny Zhaunga i Li z 1997 r. Ze względu na podobieństwo nazw Microvenator chagyabi i Microvenator chagyanensis uważają, że ten drugi jest synonimem M. chagyabi. Wymiary osobnika, do którego należały znalezione szczątki szacuje się na około 1,2-1,5 m długości, 0,5 m wysokości i 5-7 kg wagi.

## Gatunki
- Microvenator celer Ostrom, 1970
- Microvenator chagyabi Zhao, 1986 nomen nudum
- Microvenator chagyaensis (najprawdopodobniej synonim M. chagyabi)